# Сергієвка (Міякинський район)
Сергі́євка (рос. Сергеевка, башк. Сергеевка) — присілок у складі Міякинського району Башкортостану, Росія. Входить до складу Ільчигуловської сільської ради.
Населення — 78 осіб (2010; 80 в 2002).
Національний склад:
- росіяни — 51%
- башкири — 45%